# 阿伊多夫什契纳市镇
阿伊多夫什契纳市镇，是斯洛文尼亚西部维帕瓦河谷的一个市镇，行政中心為阿伊多夫什契納，距意大利国境约20公里。市镇面积为245.2平方公里，2018年人口数量为19,154人。該市镇建立於1994年。
阿伊多夫什契纳市镇属地中海气候区，冬季最低温度为-1℃，最高温度为17℃；夏季最低温度20℃，最高温度39℃。距亚德里亚海有14公里。其特點是布拉風，時速可達200公里（120英里/小時）。